# Le Fils de Zorro (film, 1947)
Pour les articles homonymes, voir Le Fils de Zorro.
Pour plus de détails, voir Fiche technique et Distribution.
Le Fils de Zorro (Son of Zorro) est un film à épisodes en 13 chapitres de Republic Pictures sorti en 1947. C'est le 43e des 66 serials produits par ce studio. Il a été réalisé par Spencer Gordon Bennet et Fred C. Brannon. George Turner joue le rôle du descendant du Zorro original dans les États-Unis des années 1860.
Au début des années 1950, Le Fils de Zorro est l'un des quatorze serials de Republic a ressortir sous forme de série télévisée. Il a été diffusé en six épisodes de 26 minutes.

## Synopsis
Un homme retourne chez lui après s'être battu durant la Guerre Civile et découvre que la région est contrôlée par des politiciens corrompus qui terrorisent les citoyens. Il revêt le costume de son ancêtre, le célèbre Zorro, et décide de ramener la justice.

## Fiche technique
- Titre original : Son of Zorro
- Titre français : Le Fils de Zorro
- Réalisation : Spencer Gordon Bennet et Fred C. Brannon
- Scénario : Franklin Adreon, Basil Dickey, Jesse Duffy et Sol Shor
- Décors : John McCarthy Jr., Perry Murdock
- Photographie : Bud Thackery
- Directeur musical : Mort Glickman
- Son : William E. Clark
- Producteur associé : Ronald Davidson
- Production : Republic Pictures
- Pays d'origine : États-Unis
- Langue originale : anglais
- Format : noir et blanc - 35 mm - 1,37:1 - son Mono
- Genre : western
- Durée : 180 minutes (13 chapitres)
- Date de sortie :
  - États-Unis :18 janvier 1947
  - France : 21 décembre 1956

## Distribution
- George Turner : Jeffrey "Jeff" Stewart / Zorro (VF: Claude Bertrand[2])
- Peggy Stewart : Kate Wells
- Roy Barcroft : Boyd
- Edward Cassidy : Sheriff Moody
- Ernie Adams : Judge Hyde
- Stanley Price : Pancho (VF: Louis de Funès )
- Edmund Cobb : Stockton
- Ken Terrell : George Thomas
- Tom London : Mark Daniels
- Wheton Chambers
- Fred Graham
- Eddie Parker
- Si Jenks
- Jack O'Shea
- Jack Kirk
- Tom Steele
- Dale Van Sickle

## Production
Le serial a été tourné entre le 21 juin et le 20 juillet 1946 sous le titre de travail Zorro Strikes Again. Son numéro de production était le 1695.

## Chapitres
1. Outlaw County (20 min)
2. The Deadly Millstone (13 min 20s)
3. Fugitive from Injustice (13 min 20s)
4. Buried Alive (13 min 20s)
5. Water Trap (13 min 20s)
6. Valley of Death (13 min 20s)
7. The Fatal Records (13 min 20s)
8. Third Degree (13 min 20s)
9. Shoot to Kill (13 min 20s
10. Den of the Beast (13 min 20s)
11. The Devil's Trap (13 min 20s)
12. Blazing Walls (13 min 20s)
13. Check Mate (13 min 20s)